# Qiushan, Gansu
Qiushan är en köping i nordvästra Kina. Den ligger i Li härad i staden Longnan i provinsen Gansu, omkring 210 kilometer sydost om provinshuvudstaden Lanzhou. Antalet invånare är 10 310. Befolkningen består av 4 875 kvinnor och 5 435 män. Barn under 15 år utgör 22,0 %, vuxna 15-64 år 67 %, och äldre över 65 år 9,0 %.